# Górnik Zabrze
El Górnik Zabrze es un club de fútbol de la ciudad de Zabrze, en Polonia. Fue fundado el 14 de diciembre de 1948 y actualmente milita en la Ekstraklasa, máxima categoría del fútbol polaco. El equipo disputa sus partidos como local en el Estadio Ernest Pohl y sus colores tradicionales son el rojo, azul y blanco.
Es uno de los equipos más laureados del país, con 14 ligas y seis copas. Su mayor éxito en competiciones europeas fue el subcampeonato alcanzado en la Recopa de Europa de 1970, cuando fue derrotado en la final del Prater Stadion ante el Manchester City. Su rival histórico es el Ruch Chorzów, con quien disputa el Wielkie Derby Śląska (en español: «Gran derbi de Silesia»).

## Historia

### Época dorada del club (1956-1970)
En 1957, justo un año después de la promoción, el Górnik ganó su primer campeonato nacional de liga de Polonia. El equipo, con su estrella Ernest Pohl, fue tercero en 1958, pero recuperó la corona en 1959 y 1961, junto con jugadores como Stanislaw Oslizlo y Hubert Kostka. En 1961 el Górnik debutó en la Copa de Europa, pero fue goleado (5–10) en primera ronda ante el Tottenham Hotspur.
El siguiente campeonato lo ganó en 1963 y marcó el comienzo de una racha inusual de cinco títulos consecutivos (1963-1967), lo cual es un hito aún sin superar en el fútbol polaco. Fue además, en esta época, cuando el club logró un dominio absoluto en la Copa de Polonia, proclamándose campeón en las ediciones de 1965, 1968, 1969, 1970, 1971 y 1972. En esta época destacó Włodzimierz Lubański, uno de los grandes delanteros en la historia del fútbol polaco y del Górnik con 155 goles en las filas del club.
El mayor éxito del Górnik en el fútbol europeo tuvo lugar en 1970 (a pesar de que en Polonia el equipo estaba en segundo lugar, después del Legia de Varsovia). En la Recopa de Europa de 1969-70 el Górnik participó como el vigente campeón de Copa de Polonia de 1969 tras derrotar en la final a su histórico rival del Ruch Chorzów (3-1). En la Recopa, el Górnik derrotó al Olympiacos, Rangers, Levski Sofia y AS Roma, llegando a la final, que tuvo lugar en el estadio Prater de Viena. Allí, el Manchester City venció al Górnik por 2-1. El Górnik volvería a jugar ante el Manchester City en la temporada siguiente en la misma competición y esta vez los ingleses apearon al equipo polaco en los cuartos de final.

### Último dominio nacional y crisis deportiva (1971-1995)
El club ganó la liga polaca de 1972, pero a partir de ese momento entró en una grave crisis deportiva que se repetiría en los próximos años, la cual acabó llevando al club, en primavera de 1978, a la Segunda división. Sin embargo, volvió después de un año y en la temporada 1979-80 terminó en sexto lugar. En 1984, después de la compra de un grupo de jugadores talentosos (Ryszard Komornicki, Waldemar Matysik, Eugeniusz Cebrat, Andrzej Zgutczyński, Tadeusz Dolny, Andrzej Pałasz), el Górnik terminó en cuarto lugar, un signo de tiempos mejores.
Entre 1985 y 1988 el club marcó un nuevo dominio en el fútbol polaco, con cuatro campeonatos consecutivos. El Górnik Zabrze jugó contra potencias europeas de renombre, como el Bayern Munich, Anderlecht, Hamburgo, Juventus y Real Madrid.
En 1994 el Górnik compitió de nuevo por el título con jugadores como Jerzy Brzęczek, Grzegorz Mielcarski o Tomasz Wałdoch y las esperanzas eran altas. Antes de la última jornada de la liga, la tabla de clasificación se encontraba con el Legia con 47 puntos y el Gornik con 45. Ambos equipos se enfrentaron entre sí en Varsovia, y el Górnik tenía la oportunidad de ganar el título. Sin embargo, el partido terminó en un empate 1-1 que dio al Legia el campeonato de liga tras un polémico partido en el que el Górnik terminó con sólo ocho jugadores sobre el terreno de juego.

### Descenso a Segunda y nuevo rumbo (2007-presente)
En la primavera de 2007 el Górnik contaba con un nuevo patrocinador, la compañía de seguros alemana Allianz. Sin embargo, después de terminar 16º en la Ekstraklasa en 2008-09, el club descendió a la a la Segunda división polaca durante la temporada 2009-10. En junio de 2010, el club ganó la promoción de nuevo a la Ekstraklasa en la temporada 2010-11.

## Estadio

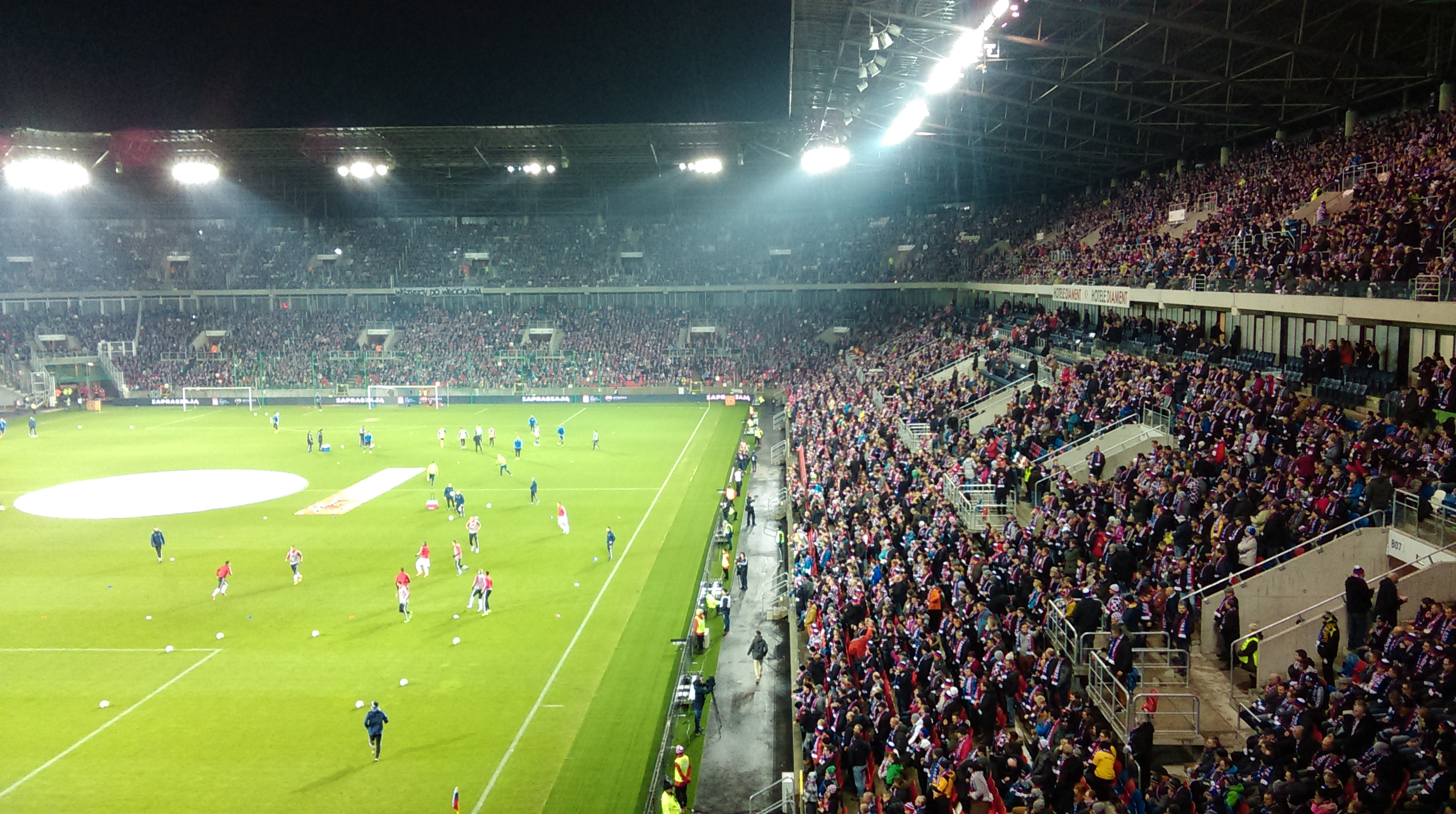
Estadio Ernest Pohl.

El equipo disputa sus partidos como local en el estadio Ernest Pohl, inaugurado en 1934 como Adolf Hitler Kampfbahn Stadion. El estadio dejó de utilizar este nombre a partir de 1945 de conformidad con un Decreto del Consejo de Estado por el que se dejaba de utilizar nombres de políticos alemanes como ocurrió durante la ocupación y sólo el 9 de junio de 2005 el estadio fue nombrado oficialmente Ernest Pohl (aunque fue llamado así, extraoficialmente, desde el 5 de abril de 2004) por el futbolista fallecido del Górnik.
El estadio se encuentra en reconstrucción y se espera que albergue una capacidad total de 31 871 espectadores sentados. El Górnik ha disputado, también, algunos partidos a lo largo de su historia en competición europea en el estadio de Silesia y desde que comenzaron las obras en el estadio Ernest Pohl disputa en él sus partidos.

## Rivalidades y afición

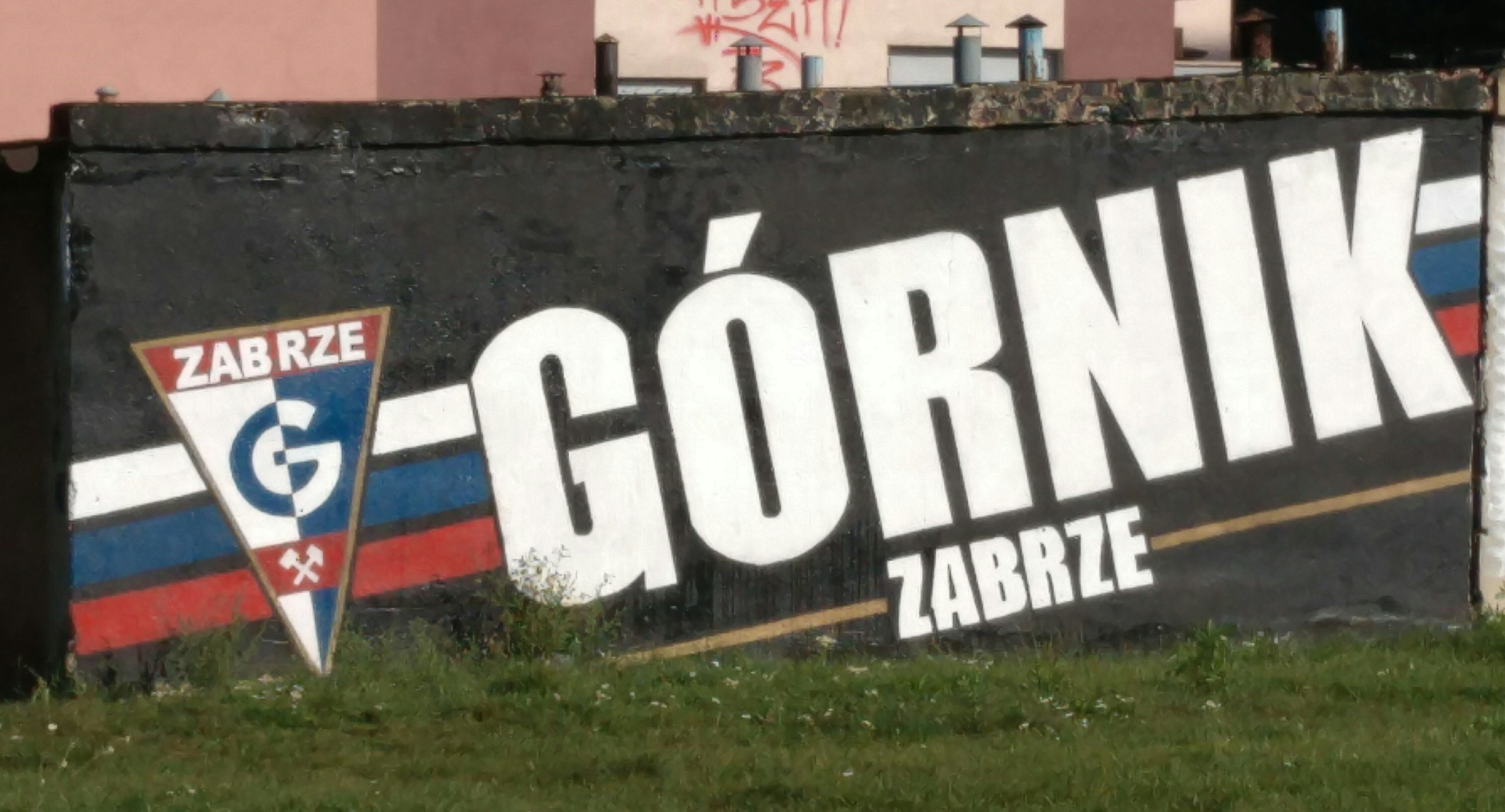
Mural en Zabrze del Górnik.

El Górnik tiene una intensa rivalidad con sus vecinos de Alta Silesia, el Ruch Chorzów, con el que disputa el partido conocido como el Gran Derbi de Silesia. También mantiene rivalidades con otros equipos silesios como el GKS Katowice y el Polonią Bytom, aunque al estar estos en divisiones más bajas ha perdido influencia. Otros rivales principales a nivel nacional son Legia Varsovia y Zagłębie Sosnowiec.
El Górnik Zabrze tiene una de las bases de fanes más grandes y leales de Polonia, especialmente en el área metropolitana de Alta Silesia. En la temporada 2016-17, el Górnik Zabrze obtuvo el promedio más alto de asistencia a domicilio (10 636 espectadores) de todos los clubes de fútbol polaco de segunda división. También atrajeron la mayor asistencia en su liga (20 987). Después de su regreso a la máxima categoría en 2017, el Górnik obtuvo la asistencia promedio en casa más alta en el fútbol polaco, superando a mejores equipos como el Lech Poznań y Legia Varsovia, con la mayoría de sus partidos en liga registrando llenos absolutos.
El principal grupo organizado que apoya al equipo es Torcida Zabrze, hermanado con el grupo croata de los Torcida Split.

## Jugadores

### Plantilla 2024/25
Actualizado el 3 de agosto de 2024.

## Palmarés

### Nacional
- Liga de Polonia
  - Campeón (14): 1957, 1959, 1961, 1963, 1964, 1965, 1966, 1967, 1971, 1972, 1985, 1986, 1987, 1988
  - Subcampeón (4): 1962, 1969, 1974, 1991
- Copa de Polonia
  - Campeón (6): 1965, 1968, 1969, 1970, 1971, 1972
  - Subcampeón (7): 1956, 1957, 1962, 1966, 1986, 1992, 2001
- Supercopa de Polonia:
  - Campeón (1): 1988
- Copa de la Liga de Polonia:
  - Campeón (1) 1978 (no oficial)

### Internacional
- Recopa de Europa:
  - Subcampeón (1): 1970

## Participación en competiciones de la UEFA

#### Por competición
- Para los detalles estadísticos del club véase Anexo:Górnik Zabrze en competiciones internacionales.

Nota: En negrita competiciones activas.
| Competición                                   | Temp. | PJ | PG | PE | PP | GF  | GC  | Dif. | Puntos | Títulos | Subtítulos |
| --------------------------------------------- | ----- | -- | -- | -- | -- | --- | --- | ---- | ------ | ------- | ---------- |
| Copa de Europa / Liga de Campeones de la UEFA | 12    | 43 | 20 | 6  | 17 | 69  | 65  | +4   | 66     | –       | –          |
| Copa de la UEFA / Liga Europa de la UEFA      | 6     | 18 | 4  | 6  | 8  | 25  | 32  | -7   | 18     | –       | –          |
| Recopa de Europa de la UEFA                   | 3     | 16 | 9  | 3  | 4  | 37  | 19  | +18  | 30     | –       | 1          |
| Copa Intertoto de la UEFA                     | 1     | 4  | 0  | 0  | 4  | 5   | 15  | -10  | 0      | –       | –          |
| Total                                         | 22    | 81 | 33 | 15 | 33 | 136 | 131 | +5   | 114    | 0       | 1          |
| Actualizado a la Temporada 2021-22.           |       |    |    |    |    |     |     |      |        |         |            |

| Temporada | Torneo                    | Ronda            | Club                  | Resultado     |
| --------- | ------------------------- | ---------------- | --------------------- | ------------- |
| 1961-62   | Copa de Europa            | Clasificatoria   | Tottenham Hotspur     | 4-2, 1-8      |
| 1963-64   | Copa de Europa            | Clasificatoria   | Austria Viena         | 1-0, 0-1, 2-1 |
| 1963-64   | Copa de Europa            | 1                | Dukla Praga           | 2-0, 1-4      |
| 1964-65   | Copa de Europa            | Clasificatoria   | Dukla Praga           | 1-4, 3-0, 0-0 |
| 1965-66   | Copa de Europa            | Clasificatoria   | LASK Linz             | 3-1, 2-1      |
| 1965-66   | Copa de Europa            | 1                | Sparta Praga          | 0-3, 2-1      |
| 1966-67   | Copa de Europa            | 1                | Vorwärts Berlin       | 2-1, 1-2, 3-1 |
| 1966-67   | Copa de Europa            | 2                | CSKA Sofia            | 0-4, 3-0      |
| 1967-68   | Copa de Europa            | 1                | Djurgårdens IF        | 3-0, 1-0      |
| 1967-68   | Copa de Europa            | 2                | Dinamo de Kiev        | 2-1, 1-1      |
| 1967-68   | Copa de Europa            | 1/4              | Manchester United     | 0-2, 1-0      |
| 1968-69   | Recopa de Europa          | 1                | Dinamo Moscú          | Abandonó      |
| 1969-70   | Recopa de Europa          | 1                | Olympiacos            | 2-2, 5-0      |
| 1969-70   | Recopa de Europa          | 2                | Rangers               | 3-1, 3-1      |
| 1969-70   | Recopa de Europa          | 1/4              | Levski-Spartak        | 2-3, 2-1      |
| 1969-70   | Recopa de Europa          | 1/2              | Roma                  | 1-1, 2-2      |
| 1969-70   | Recopa de Europa          | Final            | Manchester City       | 1-2           |
| 1970-71   | Recopa de Europa          | 1                | Aalborg BK            | 1-0, 8-1      |
| 1970-71   | Recopa de Europa          | 2                | Göztepe A.Ş.          | 1-0, 3-0      |
| 1970-71   | Recopa de Europa          | 1/4              | Manchester City       | 2-0, 0-2, 1-3 |
| 1971-72   | Copa de Europa            | 1                | Olympique de Marsella | 1-2, 1-1      |
| 1972-73   | Copa de Europa            | 1                | Sliema Wanderers      | 5-0, 5-0      |
| 1972-73   | Copa de Europa            | 2                | Dinamo de Kiev        | 0-2, 2-1      |
| 1974-75   | Copa de la UEFA           | 1                | Partizan Belgrado     | 2-2, 0-3      |
| 1977-78   | Copa de la UEFA           | 1                | FC Haka               | 5-3, 0-0      |
| 1977-78   | Copa de la UEFA           | 2                | Aston Villa           | 0-2, 1-1      |
| 1985-86   | Copa de Europa            | 1                | Bayern Múnich         | 1-2, 1-4      |
| 1986-87   | Copa de Europa            | 1                | Anderlecht            | 0-2, 1-1      |
| 1987-88   | Copa de Europa            | 1                | Olympiacos            | 1-1, 2-1      |
| 1987-88   | Copa de Europa            | 2                | Rangers               | 1-3, 1-1      |
| 1988-89   | Copa de Europa            | 1                | Jeunesse Esch         | 3-0, 4-1      |
| 1988-89   | Copa de Europa            | 2                | Real Madrid           | 0-1, 2-3      |
| 1989-90   | Copa de la UEFA           | 1                | Juventus              | 0-1, 2-4      |
| 1991-92   | Copa de la UEFA           | 1                | Hamburgo              | 1-1, 0-3      |
| 1994-95   | Copa de la UEFA           | Clasificatoria   | Shamrock Rovers       | 7-0, 1-0      |
| 1994-95   | Copa de la UEFA           | 1                | Admira Wacker Mödling | 2-5, 1-1      |
| 1995      | Copa Intertoto de la UEFA | Grupos           | AGF Aarhus            | 1-4           |
| 1995      | Copa Intertoto de la UEFA | Grupos           | Basel                 | 1-2           |
| 1995      | Copa Intertoto de la UEFA | Grupos           | Sheffield Wednesday   | 2-3           |
| 1995      | Copa Intertoto de la UEFA | Grupos           | Karlsruher            | 1-6           |
| 2018-19   | Liga Europa de la UEFA    | Clasificatoria 1 | Zaria Bălți           | 1-0, 1-1      |
| 2018-19   | Liga Europa de la UEFA    | Clasificatoria 2 | Trenčín               | 0-1, 1-4      |

## Entrenadores
| - Ginter Pawelczyk (1948–49) - Teodor Meiser (1949) - Karol Luks (1949–50) - Gerard Wodarz (1950–54) - Augustyn Dziwisz (1954–56) - Paweł Mościński (1956) - Hubert Skolik (1957) - Zoltán Opata (1957–58) - Hubert Skolik (1958–59) - Janos Steiner (1959) - Feliks Karolek (1960) - Vilém Lugr (1960) - Augustyn Dziwisz (1960–62) - Feliks Karolek (1962) - Ewald Cebula (1962–63) - Feliks Karolek (1963) - Hubert Skolik (1963) - Feliks Karolek (1964) - Hubert Skolik (1964) - Ferenc Farsang (1964–65) - Władysław Giergiel (1965–66) - Géza Kalocsay (1966–69) - Michał Matyas (1969–70) - Ferenc Szusza (1970–71) - Antoni Brzeżańczyk (1971–72) - Jan Kowalski (1972) - Gyula Szücs (1972) - Jan Kowalski (1972–73) - Teodor Wieczorek (1973–75) - Andrzej Gajewski (1975–76) - Józef Trepka (1976) - Hubert Kostka (1976–77) - Władysław Jan Żmuda (1977–80) | - Zdzisław Podedworny (1980–83) - Hubert Kostka (1983–86) - Lesław Ćmikiewicz (1986) - Antoni Piechniczek (1986–87) - Marcin Bochynek (1987–89) - Zdzisław Podedworny (1989) - Jan Kisiel (1989–90) - Jan Kowalski (1990–92) - Janusz Kowalik (1992) - Alojzy Łysk (1992–93) - Henryk Apostel (1993) - Hubert Kostka (1994) - Edward Lorens (1994–95) - Stanisław Oślizło (1995) - Adam Michalski (1995–96) - Jan Kowalski (1996) - Jan Żurek (1996) - Piotr Kocąb (1996) - Henryk Apostel (1997) - Jan Kowalski (1997) - Jan Żurek (1997–99) - Józef Dankowski (1999) - Marcin Bochynek (1999) - Józef Dankowski (2000) - Mieczysław Broniszewski (2000) - Józef Dankowski (2000–01) - Marek Piotrowicz (2001) - Waldemar Fornalik (2001) - Marek Piotrowicz (2001–02) - Waldemar Fornalik (2002–04) - Verner Lička (2004) - Edward Lorens (2004–05) - Marek Wleciałowski (2005) - Marek Motyka (2005) | - Ryszard Komornicki (2006) - Przemysław Cecherz (2006) - Marek Motyka (2006) - Zdzisław Podedworny (2006–07) - Marek Motyka (2007) - Marek Kostrzewa (2007) - Marek Piotrowicz (2007) - Ryszard Wieczorek (2007–08) - Marcin Bochynek (2008) - Henryk Kasperczak (2008–09) - Ryszard Komornicki (2009) - Adam Nawałka (2010–13) - Ryszard Wieczorek (2013–14) - Zbigniew Waśkiewicz (2014) - Józef Dankowski (2014) - Robert Warzycha (2014–15) - Leszek Ojrzyński (2015–16) - Marcin Brosz (2016-21) - Jan Urban (2021-22) - Bartosch Gaul (2022-) |